# 影遊び
影遊び（かげあそび）とは、手を使い動物の形の影を作る影絵や、影ふみと言った遊びのことである。
表現教育としても。

## 動物作りの影遊び
影遊びで作られる動物には、鳩、狐、猫、犬などがある。